# Karl Friedrich Abel
Karl Friedrich Abel, o Carl Friedrich Abel (Köthen, 22 dicembre 1723 – Londra, 20 giugno 1787), è stato un compositore e gambista tedesco.
Membro della famiglia Abel, fu un compositore classico. Notevole violista da gamba, compose opere importanti per questo strumento.

## Biografia
Abel nacque a Köthen, figlio di Christian Ferdinand Abel, il principale violista da gamba e violoncellista nell'orchestra di corte di Johann Sebastian Bach. Non è provato che avesse compiuto gli studi alla Thomasschule di Lipsia, ma su consiglio di Bach, nel 1748, entrò nell'orchestra di corte di Johann Adolph Hasse a Dresda, dove rimase per dieci anni. Nel 1759 andò in Inghilterra e divenne musicista da camera della regina Carlotta. A Londra si esibì in un concerto eseguendo proprie composizioni su diversi strumenti, uno dei quali, il pentacordo, era stato appena inventato.
Nel 1762 Johann Christian Bach, l'undicesimo figlio di Johann Sebastian Bach, lo raggiunse a Londra e la loro amicizia li portò, nel 1764 o 1766, a fondare i celebri concerti Bach-Abel, i primi concerti per abbonamento in Inghilterra. In occasione di queste esibizioni, cui assistettero molti artisti celebri, si svolse la prima esecuzione inglese delle opere di Haydn. 
Per dieci anni i concerti furono organizzati da Teresa Cornelys, una cantante d'opera veneziana a riposo, proprietaria di una sala concerti a Carlisle house Soho Square, che poi sarebbe divenuta teatro di eventi di moda. Nel 1775 i concerti divennero autonomi e, dopo la morte di Johann Christian Bach nel 1782, proseguirono ancora un anno per mano di Abel, ma senza successo. Dopo il fallimento dell'impresa concertistica, il compositore continuò a essere comunque molto popolare per la sua abilità con vari strumenti vecchi e nuovi, ma cominciò a bere e affrettò la propria morte, che lo colse a Londra.
Uno dei lavori più noti di Abel divenne celebre per via di una falsa attribuzione: nel XIX secolo, una sinfonia manoscritta di proprietà di Wolfgang Amadeus Mozart venne catalogata come opera del Salisburghese, Sinfonia n. 3 in mi bemolle, K. 18, e pubblicata nella prima edizione completa delle composizioni di Mozart della Breitkopf & Härtel. In seguito si scoprì che la sinfonia era in realtà opera di Abel e trascritta da Mozart ragazzo—evidentemente per ragioni di studio—mentre si trovava a Londra nel 1764. Quest'opera era stata originariamente pubblicata come ultima delle Sei Sinfonie Op. 7 di Abel.

## Elenco delle opere

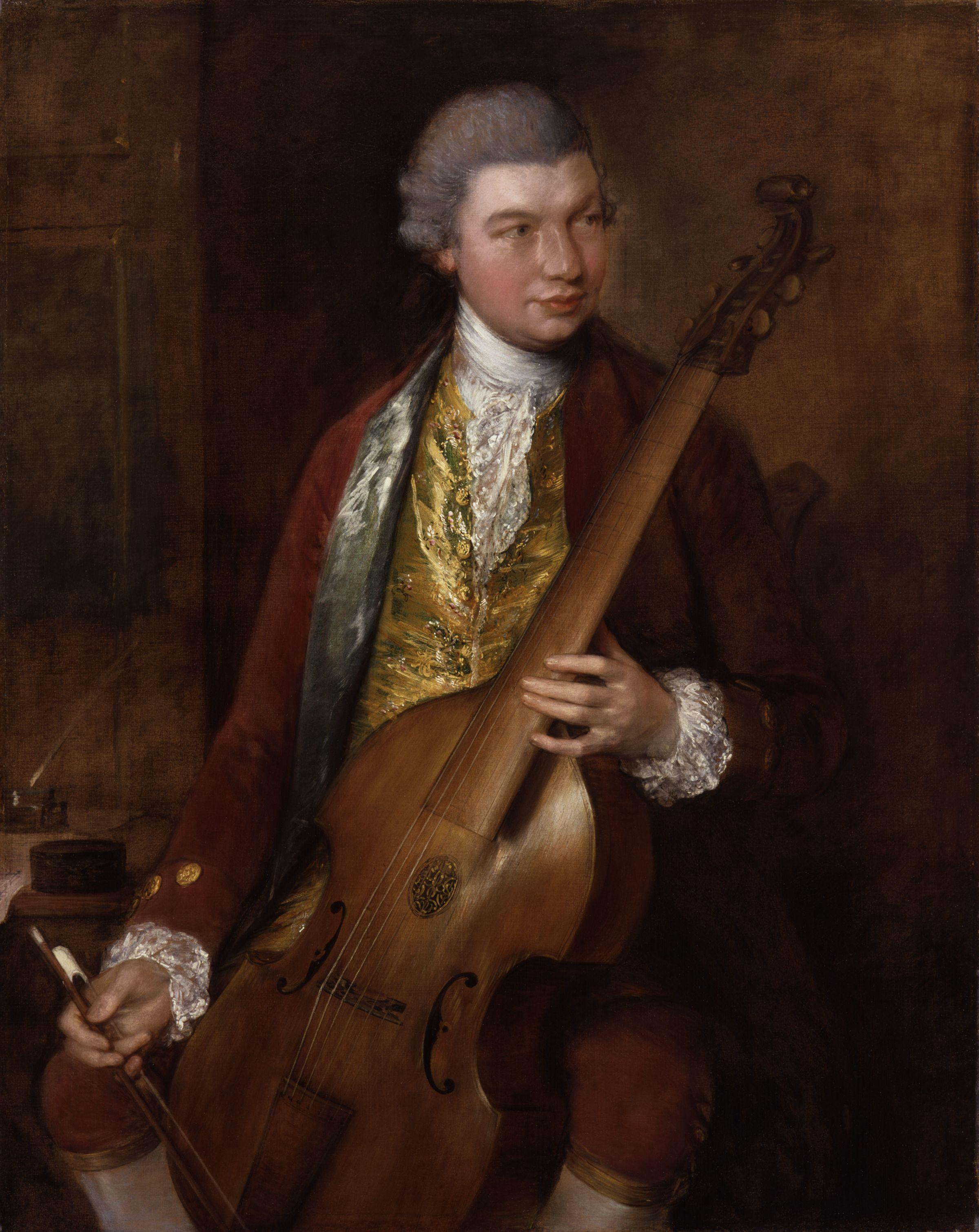
Il virtuoso settecentesco Karl Friedrich Abel in un dipinto di Thomas Gainsborough

- Sinfonia Op. 1 n. 1 in si bemolle, WK 1
- Sinfonia Op. 1 n. 2 in do, WK 2
- Sinfonia Op. 1 n. 3 in re, WK 3
- Sinfonia Op. 1 n. 4 in mi bemolle, WK 4
- Sinfonia Op. 1 n. 5 in fa, WK 5
- Sinfonia Op. 1 n. 6 in sol, WK 6
- Sinfonia Op. 4 n. 1 in re, WK 7
- Sinfonia Op. 4 n. 2 in si bemolle, WK 8
- Sinfonia Op. 4 n. 3 in mi bemolle, WK 9
- Sinfonia Op. 4 n. 4 in do, WK 10
- Sinfonia Op. 4 n. 5 in sol, WK 11
- Sinfonia Op. 4 n. 6 in re, WK 12
- Sinfonia Op. 7 n. 1 in sol, WK 13
- Sinfonia Op. 7 n. 2 in si bemolle, WK 14
- Sinfonia Op. 7 n. 3 in re, WK 15
- Sinfonia Op. 7 n. 4 in fa, WK 16
- Sinfonia Op. 7 n. 5 in do, WK 17
- Sinfonia Op. 7 n. 6 in mi bemolle, WK 18
- Sinfonia Op. 10 n. 1 in mi, WK 19
- Sinfonia Op. 10 n. 2 in si bemolle, WK 20
- Sinfonia Op. 10 n. 3 in mi bemolle, WK 21
- Sinfonia Op. 10 n. 4 in do, WK 22
- Sinfonia Op. 10 n. 5 in re, WK 23
- Sinfonia Op. 10 n. 6 in la, WK 24
- Sinfonia Op. 14 n. 1 in do, WK 25
- Sinfonia Op. 14 n. 2 in mi bemolle, WK 26
- Sinfonia Op. 14 n. 3 in re, WK 27
- Sinfonia Op. 14 n. 4 in si bemolle, WK 28
- Sinfonia Op. 14 n. 5 in sol, WK 29
- Sinfonia Op. 14 n. 6 in mi bemolle, WK 30
- Sinfonia Op. 17 n. 1 in mi bemolle, WK 31
- Sinfonia Op. 17 n. 2 in si bemolle, WK 32
- Sinfonia Op. 17 n. 3 in re, WK 33
- Sinfonia Op. 17 n. 4 in do, WK 34
- Sinfonia Op. 17 n. 5 in si bemolle, WK 35
- Sinfonia Op. 17 n. 6 in sol, WK 36
- Sinfonia in do, WK 37
- Sinfonia in si bemolle, WK 38
- Sinfonia in mi bemolle, WK 39
- Sinfonia in si bemolle, WK 40
- Sinfonia in re, WK 41
- Sinfonia concertante per quartetto di oboi in si bemolle, WK 42
- Sinfonia concertante for quartetto di oboi in re, WK 43
- Ouverture periodica in re, WK 44
- Ouverture per 'Love in a village' in re, WK 45a
- Ouverture per 'The summer's tale' in si bemolle, WK 45b
- Concerto per flauto n. 1 in do, WK 46
- Concerto per flauto n. 2 in mi minore, WK 47
- Concerto per flauto n. 3 in re, WK 48
- Concerto per flauto n. 4 in do, WK 49
- Concerto per flauto n. 5 in sol, WK 50
- Concerto per flauto n. 6 in do, WK 51
- Concerto per violoncello in si bemolle, WK 52
- Concerto per tastiera Op. 11 n. 1 in fa, WK 53
- Concerto per tastiera Op. 11 n. 2 in si bemolle, WK 54
- Concerto per tastiera Op. 11 n. 3 in mi bemolle, WK 55
- Concerto per tastiera Op. 11 n. 4 in re, WK 56
- Concerto per tastiera Op. 11 n. 5 in sol, WK 57
- Concerto per tastiera Op. 11 n. 6 in do, WK 58
- Concerto per flauto n. 7 in re, WK 59
- Concerto per violoncello in do, WK 60
- Quartetto per archi Op. 8 n. 1 in fa, WK 61
- Quartetto per archi Op. 8 n. 2 in si bemolle, WK 62
- Quartetto per archi Op. 8 n. 3 in mi bemolle, WK 63
- Quartetto per archi Op. 8 No.4 in re maggiore, WK 64
- Quartetto per archi Op. 8 No.5 in la maggiore, WK 65
- Quartetto per archi Op. 8 No.6 in fa maggiore, WK 66
- Quartetto per flauto Op. 12 No.1 in do maggiore, WK 67
- Quartetto per flauto Op. 12 No.2 in la maggiore, WK 68
- Quartetto per flauto Op. 12 No.3 in fa maggiore, WK 69
- Quartetto per flauto Op. 12 No.4 in re maggiore, WK 70
- Quartetto per flauto Op. 12 No.5 in si bemolle maggiore, WK 71
- Quartetto per flauto Op. 12 No.6 in sol maggiore, WK 72
- Quartetto per archi Op. 15 No.1 in mi maggiore, WK 73
- Quartetto per archi Op. 15 No.2 in do maggiore, WK 74
- Quartetto per archi Op. 15 No.3 in mi bemolle maggiore, WK 75
- Quartetto per archi Op. 15 No.4 in sol maggiore, WK 76
- Quartetto per archi Op. 15 No.5 in fa maggiore, WK 77
- Quartetto per archi Op. 15 No.6 in la maggiore, WK 78
- Raccolta for tastiera in do maggiore, WK 79a
- Raccolta for tastiera in si bemolle maggiore, WK 79b
- Triosonata Op. 3 No.1 in sol maggiore, WK 80
- Triosonata Op. 3 No.2 in do maggiore, WK 81
- Triosonata Op. 3 No.3 in si bemolle maggiore, WK 82
- Triosonata Op. 3 No.4 in re maggiore, WK 83
- Triosonata Op. 3 No.5 in la maggiore, WK 84
- Triosonata Op. 3 No.6 in mi bemolle maggiore, WK 85
- Triosonata Op. 9 No.1 in la maggiore, WK 86
- Triosonata Op. 9 No.2 in do maggiore, WK 87
- Triosonata Op. 9 No.3 in sol maggiore, WK 88
- Triosonata Op. 9 No.4 in si bemolle maggiore, WK 89
- Triosonata Op. 9 No.5 in re maggiore, WK 90
- Triosonata Op. 9 No.6 in fa maggiore, WK 91
- Triosonata Op. 16a No.1 in sol maggiore, WK 92
- Triosonata Op. 16a No.2 in re maggiore, WK 93
- Triosonata Op. 16a No.3 in do maggiore, WK 94
- Triosonata Op. 16a No.4 in la maggiore, WK 95
- Triosonata Op. 16a No.5 in re maggiore, WK 96
- Triosonata Op. 16a No.6 in sol maggiore, WK 97
- Triosonata Op. 16b No.1 in sol maggiore, WK 98
- Triosonata Op. 16b No.2 in re maggiore, WK 99
- Triosonata Op. 16b No.3 in do maggiore, WK 100
- Triosonata Op. 16b No.4 in sol maggiore, WK 101
- Triosonata per 2 violini e violoncello in la maggiore, WK 102
- Triosonata per 2 violini e violoncello in la maggiore, WK 103
- Triosonata per 2 flauti e violoncello in sol maggiore, WK 104
- Triosonata per 2 flauti e violoncello in re maggiore, WK 105
- Triosonata per 2 flauti e violoncello in sol maggiore, WK 106
- Triosonata per 2 flauti e violoncello in fa maggiore, WK 107
- Triosonata per 2 flauti e violoncello in do minore, WK 108
- Triosonata per 2 flauti e violoncello in sol maggiore, WK 109
- Triosonata per 2 flauti e violoncello in sol maggiore, WK 110
- Triosonata per 2 flauti e violoncello in re maggiore, WK 110a
- Triosonata per 2 flauti e violoncello in sol maggiore, WK 110b
- Triosonata per 2 flauti e violoncello in do maggiore, WK 110c
- Triosonata per 2 flauti e violoncello in si bemolle maggiore, WK 110d
- Triosonata per 2 flauti e violoncello in do maggiore, WK 110e
- Triosonata per 2 flauti e violoncello in do maggiore, WK 110f
- Trio per tastiera Op. 2 No.1 in do maggiore, WK 111
- Trio per tastiera Op. 2 No.2 in fa maggiore, WK 112
- Trio per tastiera Op. 2 No.3 in re maggiore, WK 113
- Trio per tastiera Op. 2 No.4 in si bemolle maggiore, WK 114
- Trio per tastiera Op. 2 No.5 in sol maggiore, WK 115
- Trio per tastiera Op. 2 No.6 in mi bemolle maggiore, WK 116
- Trio per tastiera Op. 5 No.1 in si bemolle maggiore, WK 117
- Trio per tastiera Op. 5 No.2 in sol maggiore, WK 118
- Trio per tastiera Op. 5 No.3 in mi maggiore, WK 119
- Trio per tastiera Op. 5 No.4 in do maggiore, WK 120
- Trio per tastiera Op. 5 No.5 in la maggiore, WK 121
- Trio per tastiera Op. 5 No.6 in fa maggiore, WK 122
- Sonata per flauto Op. 6 No.1 in do maggiore, WK 123
- Sonata per flauto Op. 6 No.2 in sol maggiore, WK 124
- Sonata per flauto Op. 6 No.3 in sol maggiore, WK 125
- Sonata per flauto Op. 6 No.4 in mi maggiore, WK 126
- Sonata per flauto Op. 6 No.5 in fa maggiore, WK 127
- Sonata per flauto Op. 6 No.6 in sol maggiore, WK 128
- Sonata per violino Op. 13 No.1 in sol maggiore, WK 129
- Sonata per violino Op. 13 No.2 in fa maggiore, WK 130
- Sonata per violino Op. 13 No.3 in la maggiore, WK 131
- Sonata per violino Op. 13 No.4 in si bemolle maggiore, WK 132
- Sonata per violino Op. 13 No.5 in do maggiore, WK 133
- Sonata per violino Op. 13 No.6 in mi bemolle maggiore, WK 134
- Sonata per violino Op. 18 No.1 in sol maggiore, WK 135
- Sonata per violino Op. 18 No.2 in la maggiore, WK 136
- Sonata per violino Op. 18 No.3 in do maggiore, WK 137
- Sonata per violino Op. 18 No.4 in mi bemolle maggiore, WK 138
- Sonata per violino Op. 18 No.5 in si bemolle maggiore, WK 139
- Sonata per violino Op. 18 No.6 in fa maggiore, WK 140
- Sonata per violino in do maggiore, WK 140a
- Sonata per tastiera in si bemolle maggiore, WK 140b
- Sonata per viola da gamba No. 1 in do maggiore, WK 141
- Sonata per viola da gamba No. 2 in la maggiore, WK 142
- Sonata per viola da gamba No. 3 in re maggiore, WK 143
- Sonata per viola da gamba No. 4 in sol maggiore, WK 144
- Sonata per viola da gamba No. 5 in la maggiore, WK 145
- Sonata per viola da gamba No. 6 in mi minore, WK 146
- Sonata per viola da gamba No. 7 in sol maggiore, WK 147
- Sonata per viola da gamba No. 8 in la maggiore, WK 148
- Sonata per viola da gamba No. 9 in sol maggiore, WK 149
- Sonata per viola da gamba No.10 in mi minore, WK 150
- Sonata per viola da gamba No.11 in do maggiore, WK 151
- Sonata per viola da gamba No.12 in sol maggiore, WK 152
- Sonata per viola da gamba No.13 in sol maggiore, WK 153
- Sonata per viola da gamba No.14 in re maggiore, WK 154
- Sonata per viola da gamba No.15 in sol maggiore, WK 155
- Sonata per viola da gamba No.16 in re maggiore, WK 156
- Sonata per viola da gamba No.17 in mi minore, WK 157
- Sonata per viola da gamba No.18 in re maggiore, WK 158
- Sonata per viola da gamba No.19 in sol maggiore, WK 159
- Sonata per viola da gamba No.20 in re maggiore, WK 160
- Sonata per viola da gamba No.21 in re maggiore, WK 161
- Sonata per viola da gamba No.22 in do maggiore, WK 162
- Sonata per viola da gamba No.23 in la maggiore, WK 163
- Sonata per viola da gamba No.24 in la maggiore, WK 164
- Sonata per viola da gamba No.25 in re maggiore, WK 165
- Sonata per viola da gamba No.26 in re maggiore, WK 166
- Sonata per viola da gamba No.27 in sol maggiore, WK 167
- Sonata per viola da gamba No.28 in re maggiore, WK 168
- Sonata per viola da gamba No.29 in re maggiore, WK 169
- Sonata per viola da gamba No.30 in do maggiore, WK 170
- Sonata per viola da gamba No.31 in sol maggiore, WK 171
- Sonata per viola da gamba No.32 in re maggiore, WK 172
- Sonata per viola da gamba No.33 in la maggiore, WK 173
- Sonata per viola da gamba No.34 in sol maggiore, WK 174
- Sonata per viola da gamba No.35 in la minore, WK 175
- Sonata per viola da gamba No.36 in fa minore, WK 176
- Sonata per viola da gamba No.37 in la maggiore, WK 177
- Sonata per viola da gamba No.38 in sol maggiore, WK 178
- Sonata per viola da gamba No.39 in la maggiore, WK 179
- Sonata per viola da gamba No.40 in re maggiore, WK 180
- Sonata per viola da gamba No.41 in re maggiore, WK 181
- Sonata per viola da gamba No.42 in sol maggiore, WK 182
- Sonata per viola da gamba No.43 in la maggiore, WK 183
- Sonata per viola da gamba No.44 in do maggiore, WK 184
- Arpeggio per viola da gamba in re maggiore, WK 185
- Allegro per viola da gamba in re maggiore, WK 186
- Pezzo per viola da gamba in re maggiore, WK 187
- Tempo di minuetto per viola da gamba in, WK 188
- Adagio per viola da gamba in re maggiore, WK 189
- Vivace per viola da gamba in re maggiore, WK 190
- Andante per viola da gamba in re maggiore, WK 191
- Pezzo per viola da gamba in re maggiore, WK 192
- Pezzo per viola da gamba in re maggiore, WK 193
- Pezzo for viola da gamba in re maggiore, WK 194
- Pezzo per viola da gamba in re maggiore, WK 195
- Fuga per viola da gamba in re maggiore, WK 196
- Pezzo per viola da gamba in re maggiore, WK 197
- Allegro per viola da gamba in re maggiore, WK 198
- Pezzo per viola da gamba in re maggiore, WK 199
- Tempo di minuetto per viola da gamba in re maggiore, WK 200
- Tempo di minuetto per viola da gamba in re maggiore, WK 201
- Pezzo per viola da gamba in re maggiore, WK 202
- Pezzo per viola da gamba in re maggiore, WK 203
- Con variatione per viola da gamba in re maggiore, WK 204
- Pezzo per viola da gamba in re minore, WK 205
- Pezzo per viola da gamba in re minore, WK 206
- Allegro per viola da gamba in re minore, WK 207
- Pezzo per viola da gamba in re minore, WK 208
- Adagio per viola da gamba in re minore, WK 209
- Minuetto per viola da gamba in re maggiore, WK 210
- Allegretto per viola da gamba in la maggiore, WK 211
- Allegro per viola da gamba in la maggiore, WK 212
- Minuetto per tastiera in do maggiore, WK 213
- Minuetto per tastiera in re maggiore, WK 214
- Minuetto per tastiera in sol maggiore, WK 215
- Minuetto per tastiera in sol maggiore, WK 216
- Marcia in fa maggiore, WK 217
- Marcia in fa maggiore, WK 218
- Marcia in fa maggiore, WK 219
- Marcia in fa maggiore, WK 220
- Marcia in fa maggiore, WK 221
- Marcia in si bemolle maggiore, WK 222
- Marcia in fa maggiore, WK 223
- Andante per quartetto per archi in mi bemolle maggiore, WK 224
- Quartetto per flauto in fa maggiore, WK 225
- Quartetto per flauto in re maggiore, WK 226
- Quartetto per flauto con viola da gamba in sol maggiore, WK 227
- Duo per violoncello in re maggiore, WK 228
- Concertino per 2 clarinetti in mi bemolle maggiore (perduto), WK 229
- 5 adagi per quartetto per archi, WK 230
- Dolly's eyes are so bright, WK 231
- 4 soli per flauto (perduto), WK 232
- Frena le belle lagrime, WK deest

## Composizioni catalogate per numero d'opus
- Op. 1: 6 Ouvertures o Sinfonie (1761)
- Op. 2: 6 Sonate for tastiera, violino e violoncello (ad libitum) (1760)
- Op. 3: 6 Triosonate per 2 violini e basso continuo (1762)
- Op. 4: 6 Ouvertures o Sinfonie (1762)
- Op. 5: 6 Sonate per tastiera, violino e violoncello  (ad libitum) (1762)
- Op. 6: 6 Sonate per tastiera e flauto (1763)
- Op. 7: 6 Sinfonie (1767)
- Op. 8: 6 Quartetti per archi (1768)
- Op. 9: 6 Triosonate per violino, violoncello e basso continuo (1771)
- Op. 10: 6 Sinfonie(1771)
- Op. 11: 6 Concerti for tastiera e archi (1771)
- Op. 12: 6 Quartetti per flauto (1774)
- Op. 13: 6 Sonate per tastiera e violino  (1777)
- Op. 14: 6 Sinfonie (1778)
- Op. 15: 6 Quartetti per archi  (1780)
- Op. 16: 4 Triosonate per 2 flauti e basso continuo (1781)
- Op. 16: 6 Triosonate per violino, viola e violoncello (1782)
- Op. 17: 6 Sinfonie (1785)
- Op. 18: 6 Sonate per tastiera e violino (1784)